# Athrotaxis selaginoides

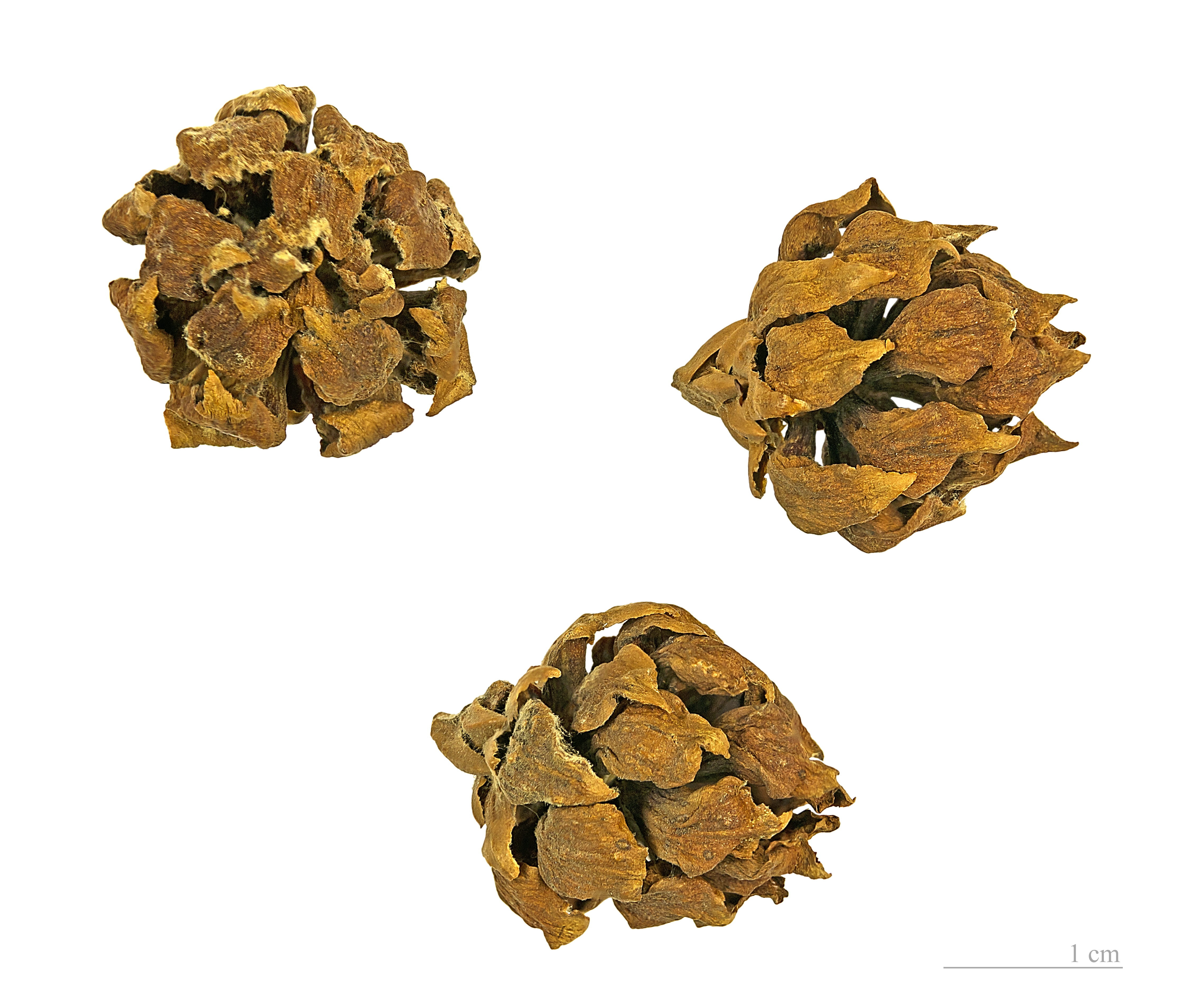
Athrotaxis selaginoides

Athrotaxis selaginoides là một loài Athrotaxis, đặc hữu của Tasmania ở Australia, có ở 400–1,120 m.